# Yallingup
Yallingup is een toeristische kustplaats in de regio South West in West-Australië. 'Ngilgi's Cave' is er gelegen.

## Geschiedenis
Yallingup is een naam die Aborigines van oorsprong is, en betekent "groot gat in de grond".
In september 1899 ontdekte Edward Dawson een grot, de 'Yallingup Cave'. Hij lichtte de overheid in. Die zag onmiddellijk het toeristische potentieel, opende de grot voor het publiek met Dawson als gids en verbeterde de wegen tussen Yallingup, Busselton en Margaret River. Het liet verschillende vakantiehuizen nabij de grot bouwen: 'Cave House', 'Burnside' en 'Wallcliffe House'. Uitbreidings- en verbeteringswerken zouden 'Cave House' doorheen de jaren tot een hotel omvormen.
In 1920 werd in Yallingup een nieuwe school en een gemeenschapszaal geopend. De gemeenschapszaal was oorspronkelijk een schoolgebouw en werd vanuit Karridale ingevoerd. In 1994 werd de 'Yallingup School' een Steinerschool.

## Beschrijving
Yallingup maakt deel uit van het lokale bestuursgebied (LGA) City of Busselton, waarvan Busselton de hoofdplaats is.
In 2021 telde Yallingup 1.195 inwoners, tegenover 1.062 in 2006. Minder dan 5 % van de bevolking is van inheemse afkomst.

### Toerisme
Yallingup is een toeristische vakantieplaats. De 'Yallingup Cave' werd hernoemd tot 'Ngilgi's Cave'. Er liggen verschillende stranden. Het 135 kilometer lange wandelpad 'Cape to Cape Track', tussen kaap Naturaliste en kaap Leeuwin, loopt langs Yallingup. Nationaal park Leeuwin-Naturaliste ligt in de nabijheid. Yallingup staat bij surfers bekend om zijn surfbreaks, waaronder de 'Three Bears', 'Yallingup', 'Smith's Beach' en 'Injidup'-breaks. De streek staat ook bekend voor zijn wijngaarden.

## Ligging
Yallingup ligt op kaap Naturaliste, 260 kilometer ten zuidzuidwesten van de West-Australische hoofdstad Perth, 85 kilometer ten noorden van Augusta en 35 kilometer ten westen van het aan de Bussell Highway gelegen Busselton.

## Klimaat
De streek kent een gematigd mediterraan klimaat, Csb volgens de klimaatclassificatie van Köppen. De gemiddelde jaarlijkse temperatuur bedraagt er 17 °C en de gemiddelde jaarlijkse neerslag iets meer dan 800 mm.

## Galerij

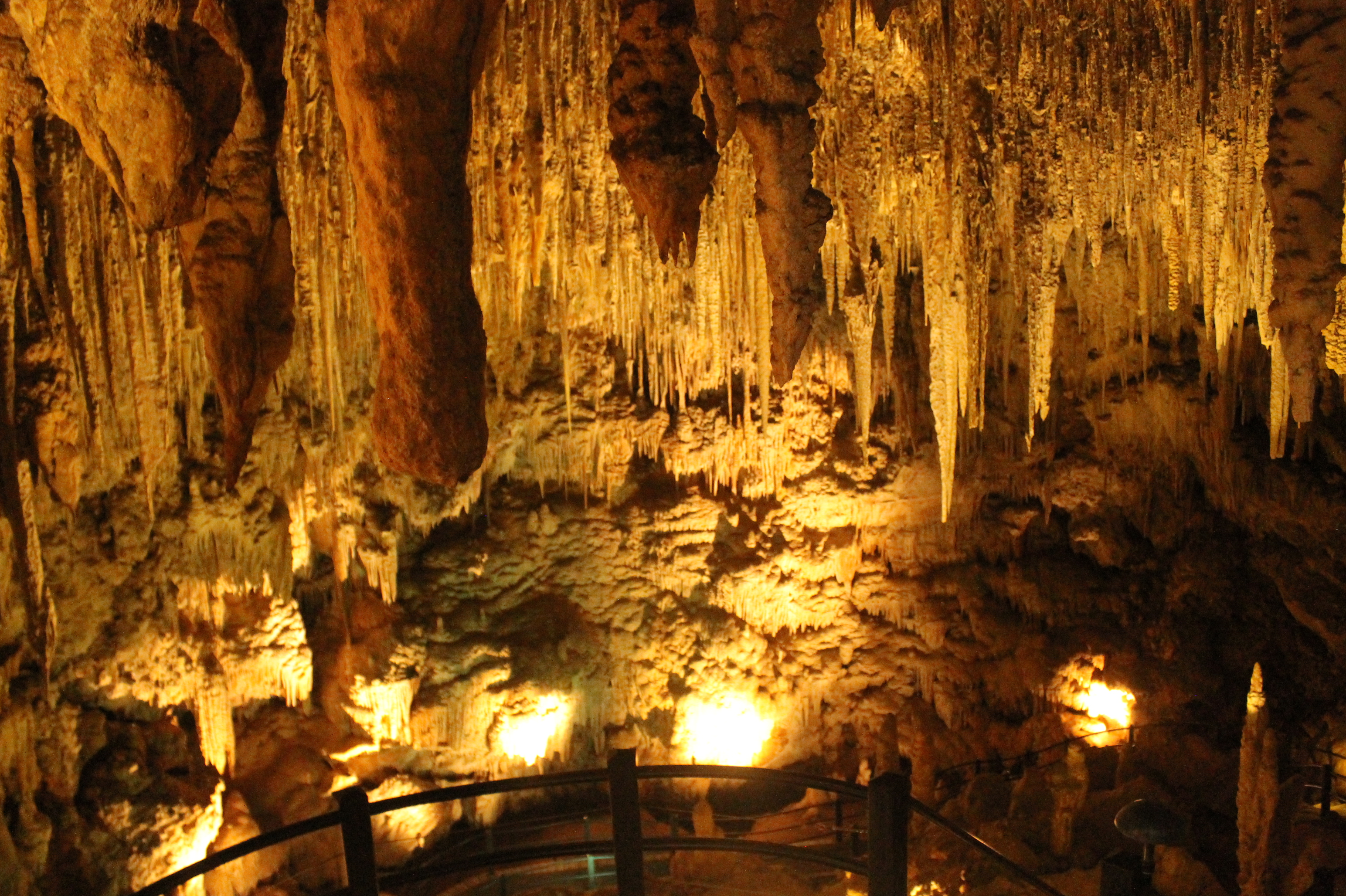
'Ngilgi's Cave'
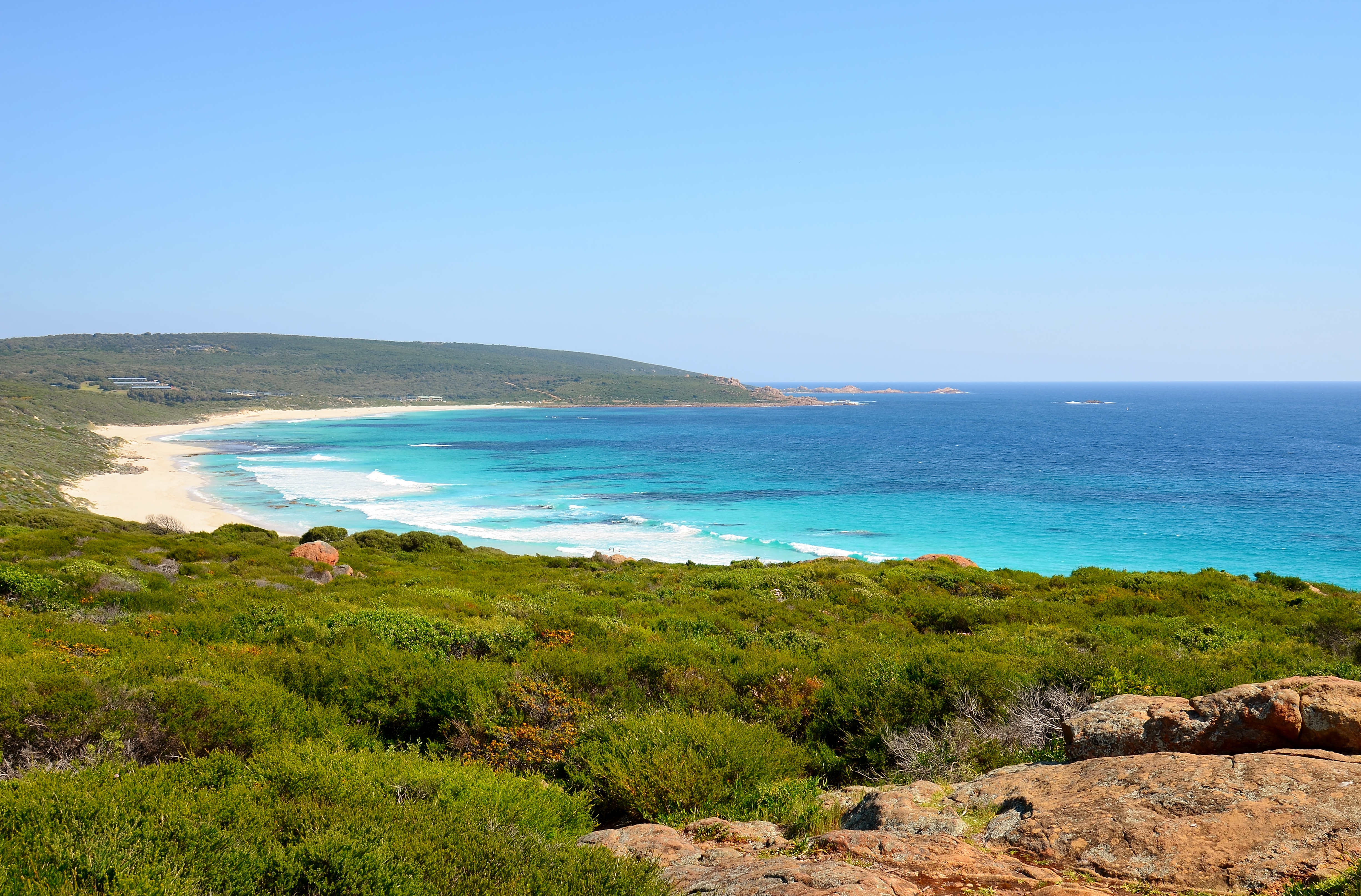
'Smith's Beach'
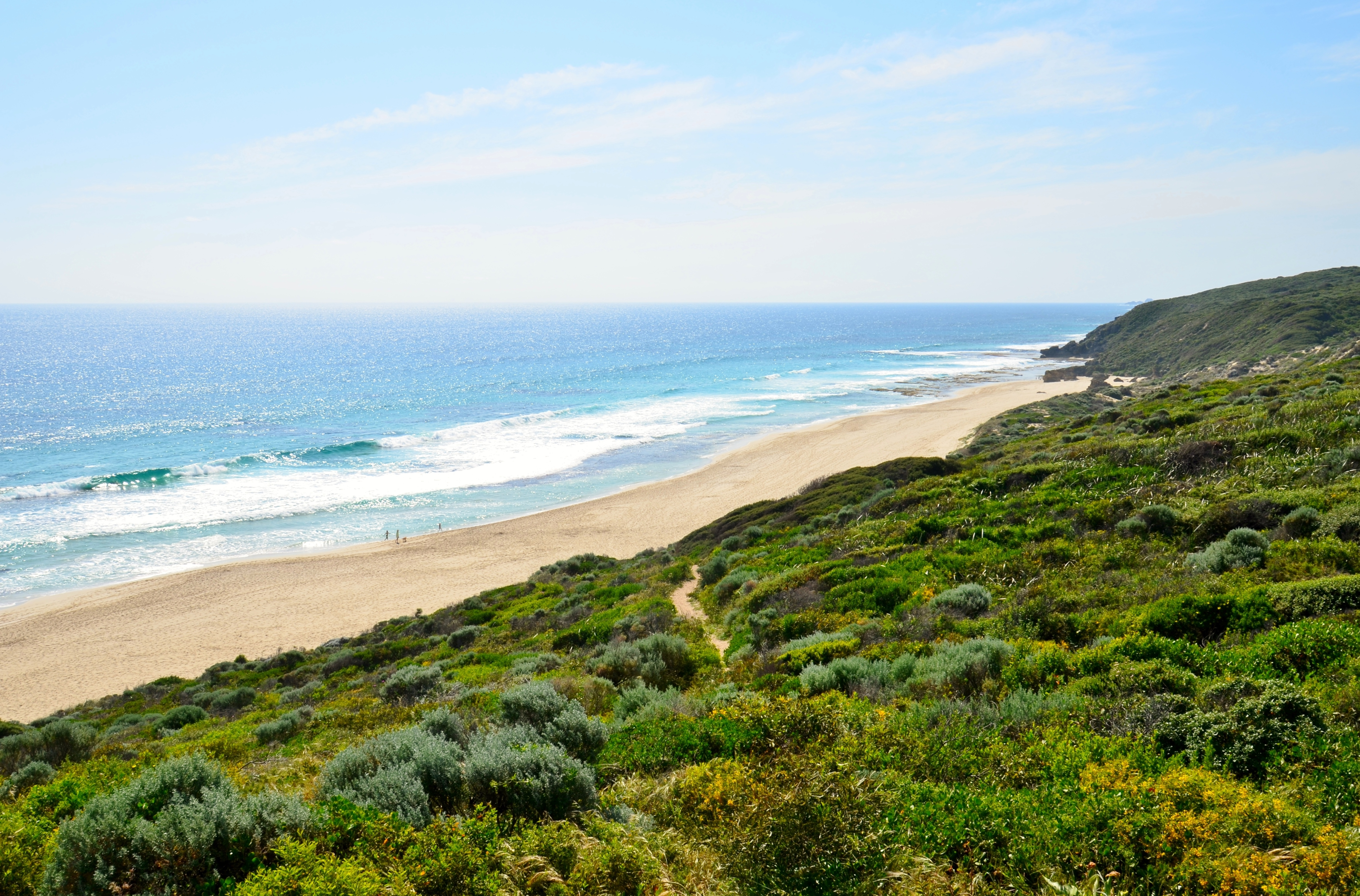
'Yallingup Beach'
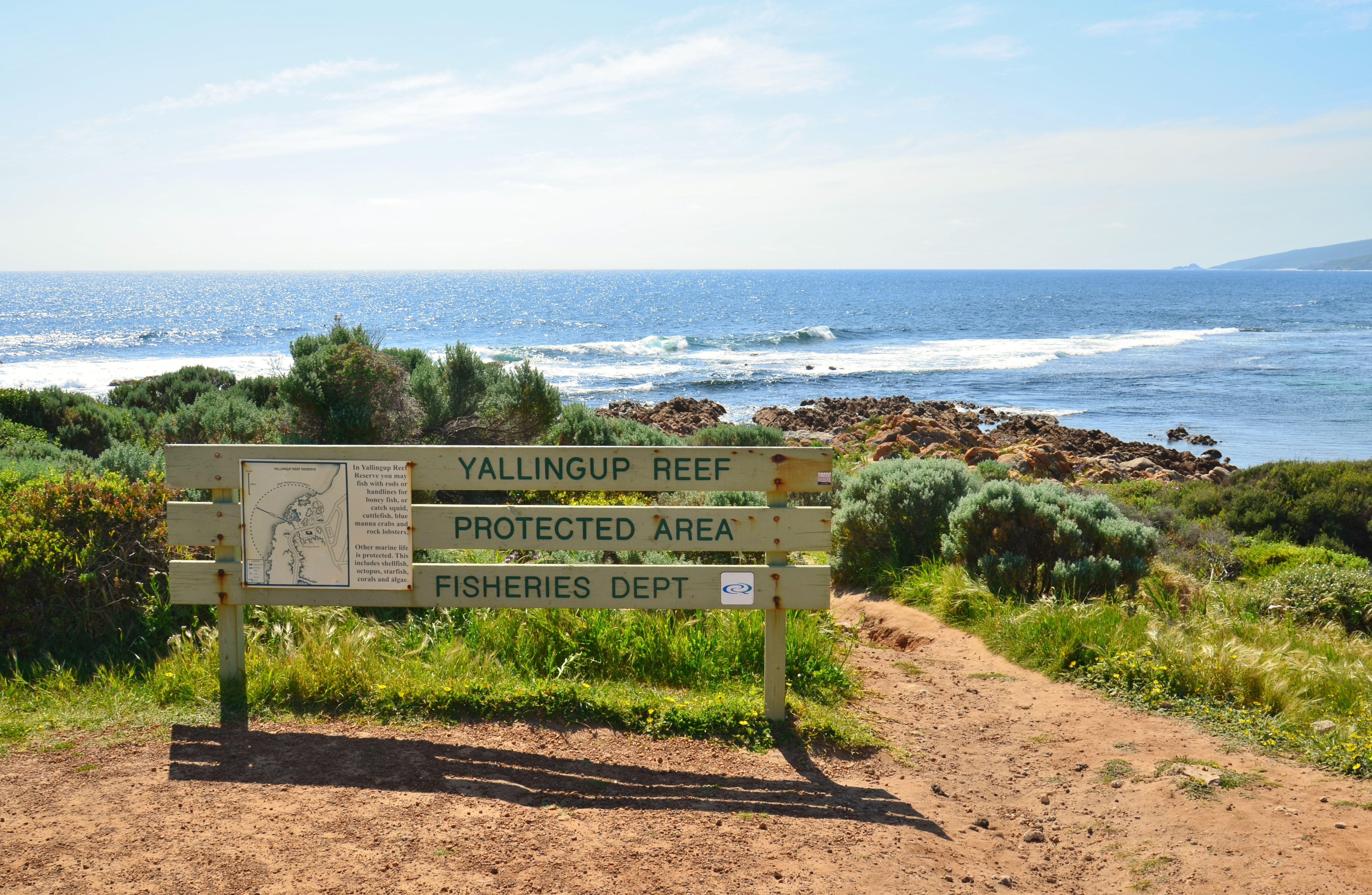
'Yallingup Reef'
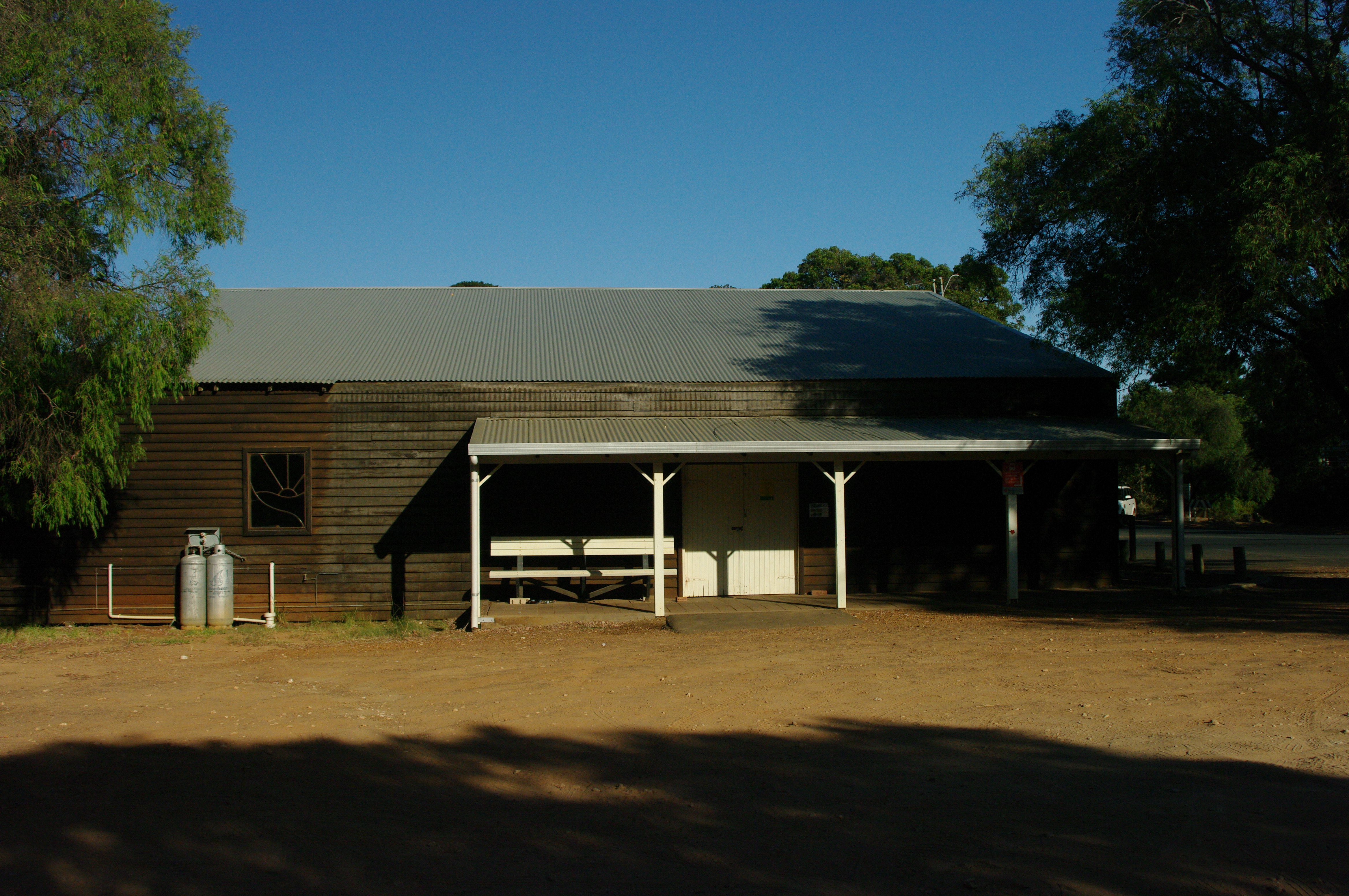
gemeenschapszaal